# Chaffois
 Chaffois  es una comuna y población de Francia, en la región de Franco Condado, departamento de Doubs, en el distrito y cantón de Pontarlier.
Su población municipal en 2007 era de 845 habitantes.
Está integrada en la Communauté de communes du Larmont .

## Demografía
| 585 | 645 | 690 | 613 | 730 | 731 | 736 | 725 | 674 | 694 | 603 | 579 | 560 | 541 | 533 | 482 | 486 | 470 | 491 | 503 | 501 | 490 | 471 | 427 | 412 | 409 | 416 | 383 | 426 | 569 | 699 | 710 |
| Para los censos de 1962 a 1999 la población legal corresponde a la población sin duplicidades (Fuente: INSEE [Consultar]) |     |     |     |     |     |     |     |     |     |     |     |     |     |     |     |     |     |     |     |     |     |     |     |     |     |     |     |     |     |     |     |